# Валвейк

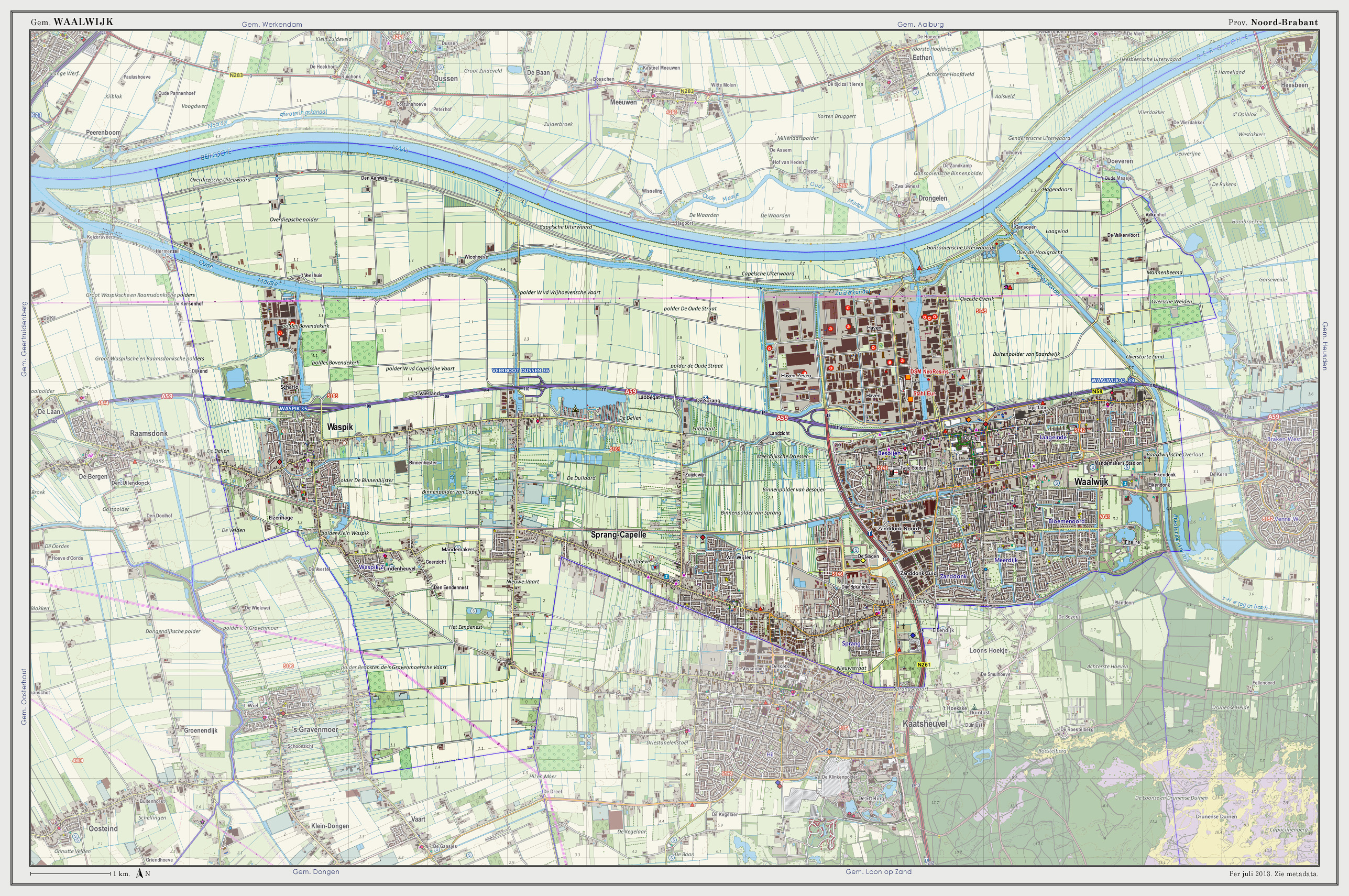
Нідерландська топографічна карта Валвейка, липень 2013 року

Ва́лвейк (нід. Waalwijk, нід. вимова: [ˈʋaːlʋɛik] ( прослухати)) — муніципалітет і місто на півдні Нідерландів. У 2021 його населення становило 48 815 осіб. Валвейк розташований поблизу автомагістралей A59 і N261. Муніципалітет Валвейк разом з містом Валвейк утворюють села Капелле, Врейгуве-Капелле, Спранг (колишній муніципалітет Спранг-Капелле) і Васпік. Місто має старий центр, який нещодавно був модернізований.

## Населені пункти
- Валвейк
- Васпік
- Врейгуве-Капелле
- Капелле
- Спранг

## Місто Валвейк
Валвейк — місто в Північному Брабанті, розташоване на північ від Тілбурга та на захід від Гертогенбоса. На північ від нього протікає річка Бергсе-Маас. Далі на північ протікає річка Вааль.
Раніше Валвейк був відомий своєю взуттєвою справою.
У 1303 році Валвейк отримав права міста. 
Валвейк також відомий подією в місті та околицях: «80 з лангстрату» (нід. 80 van de langstraat), що проводиться щороку у вересні, під час якої кілька тисяч людей проходять 80 кілометрів через усі міста, що входять до регіону Лангстрат.
Деякі інші події:
- «Валвейк Модестад» (нід. Waalwijk Modestad, Місто моди Валвейк), модна подія на вихідних
- «Нахт ван гет левенслід» (нід. Nacht van het levenslied, ніч «нідерландської пісні»), де виступають нідерландські та місцеві співаки
- «Страттеатерфестівал» (нід. Straattheaterfestival, фестиваль вуличних театрів), подія на вихідних з вуличними артистами і театральними виступами

## Спорт
В місті базується професійний футбольний клуб «Валвейк». Домашні матчі проводить на стадіоні «Мандемакерс», що здатний вмістити 7 500 глядачів.

## Міжнародні зв'язки

### Міста-побратими
Валвейк є побратимом:
| - Хойниці, Польща | - Унна, Німеччина |

## Відомі люди з Валвейка

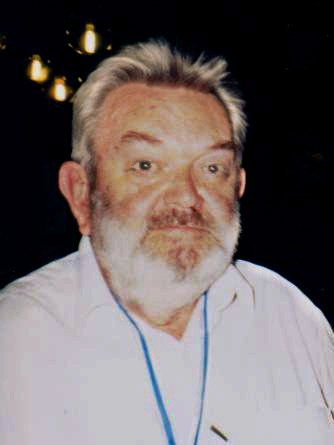
Мартінус Вельтман, 2005

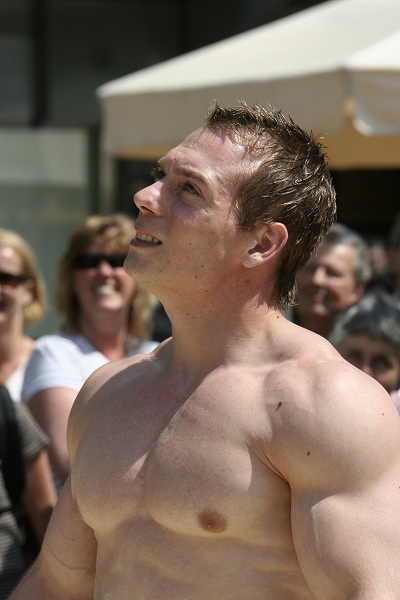
Юрі ван Гелдер, 2008

- Валенсія[nl], нілерландський композитор, продюсер і мультиінструменталіст. Виріс у Валвейку.
- Віллем Гендрік Йоган ван Ідсінга[en] (1822, Бардвейк — 1896), політик і губернатор Нідерландського Золотого Берегу та Суринаму[en]
- Гендрікус Шабо[nl] (1894, Спранг – 1949), художник і скульптор
- Мартінус Ю. Г. Велтман (нар. 1931 у Валвейку – 2021), фізик-теоретик, лауреат Нобелівської премії з фізики 1999 року за роботу над теорією елементарних частинок
- Рене Міох (нар. 1959 у Валвейку), журналіст і телеведучий на радіо та телебаченні[6]
- Хуан ван Еммерлот (нар. 1965 у Валвейку), барабанщик, музичний продюсер і композитор
- Ян-Гейн Кюйперс (нар. 1968 р. у Валвейку), юрист і оглядач
- Вікі Сомерс (нар. 1976 у Спранг-Капелле), дизайнер
- Олкай Гюльсен (нар. 1980 у Валвейку), модельєр
- Аріен ван Везенбек (народився в 1980 році у Валвейку), барабанщик нідерландського метал-гурту Epica
- Бас ван Дален (народився в 1996 році у Валвейку), відомий як Вілл Грандс, продюсер, співак і автор пісень

### Спорт
- Франс Слатс[en] (1912 – 1993), професійний велосипедист, який побив світовий годинний рекорд.
- Рамон ван Гарен[en] (*1972), колишній футболіст, який провів 291 матч на клубному рівні
- Патрік ван Балком[nl] (*1974), колишній спринтер, брав участь у літніх Олімпійських іграх 2004 року
- Йос ван Ньюштадт[en] (*1979), колишній футболіст, який провів 310 матчів на клубному рівні
- Юрі ван Гельдер (*1983), гімнаст на кільцях, брав участь у літніх Олімпійських іграх 2016 року
- Франк ван Моссельвельд[en] (*1984), колишній футболіст, який зіграв 266 матчів на клубному рівні

## Галерея

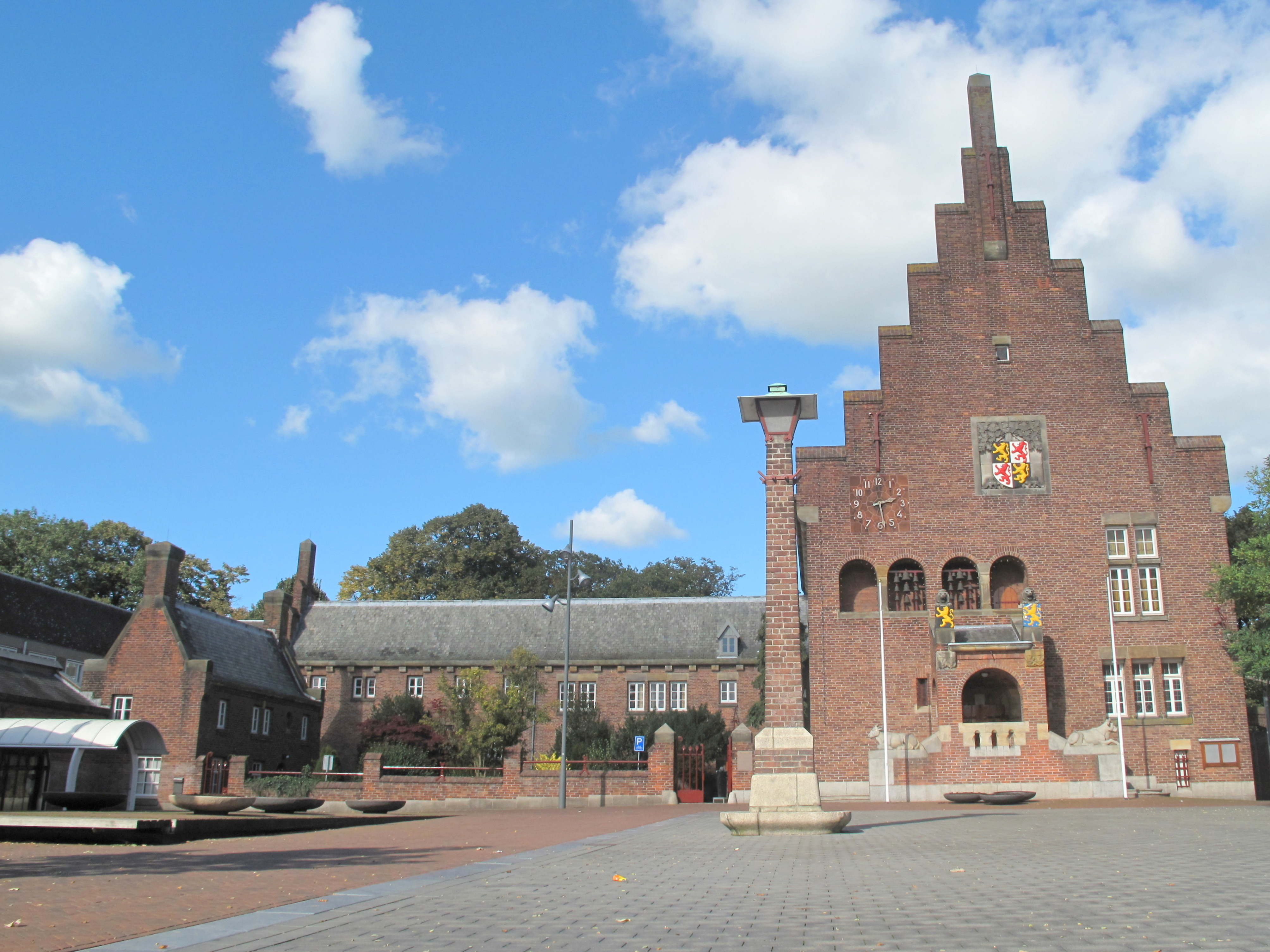
Валвейк, мерія
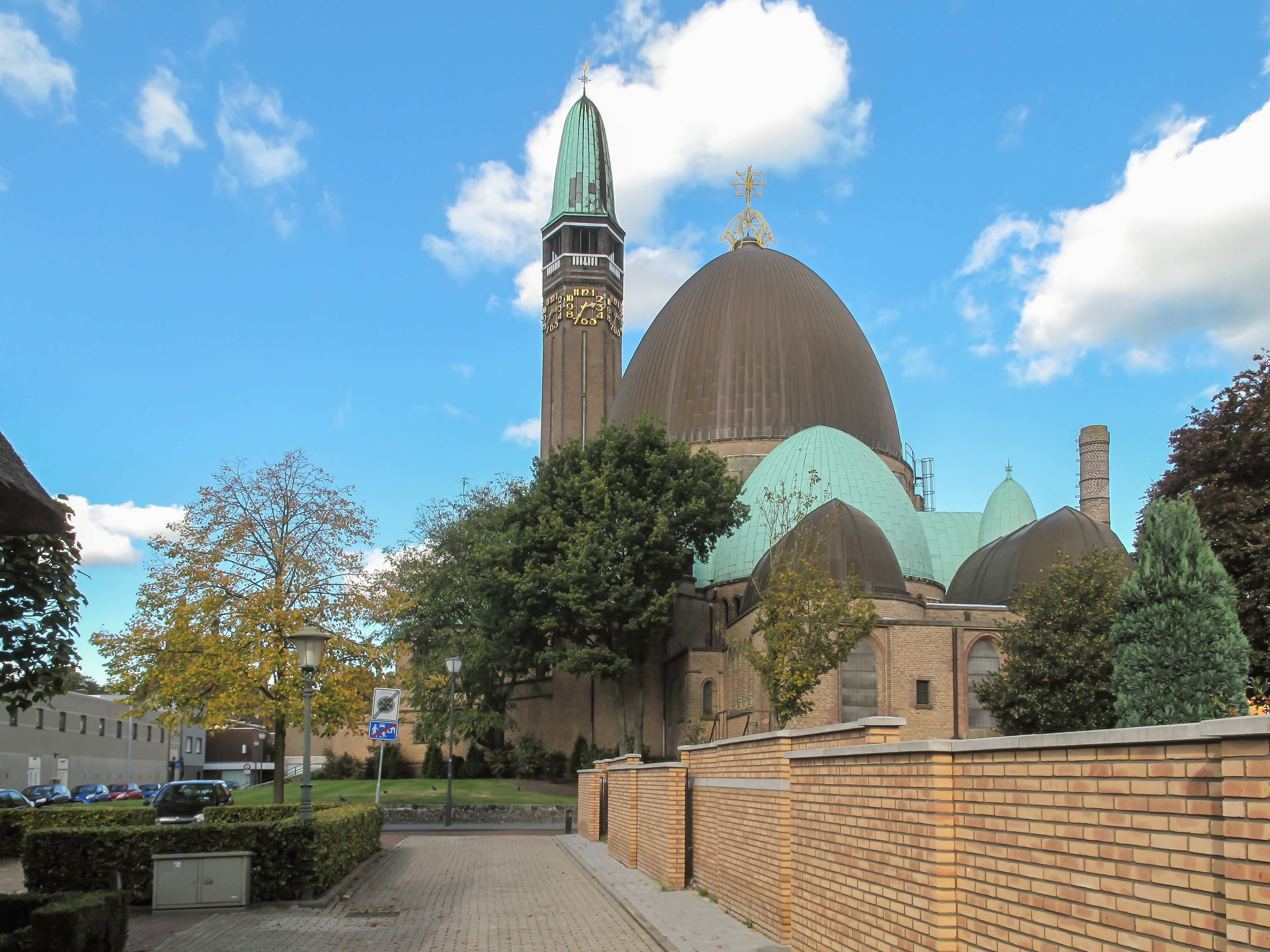
Валвейк, церква: де Сінт-Янскерк
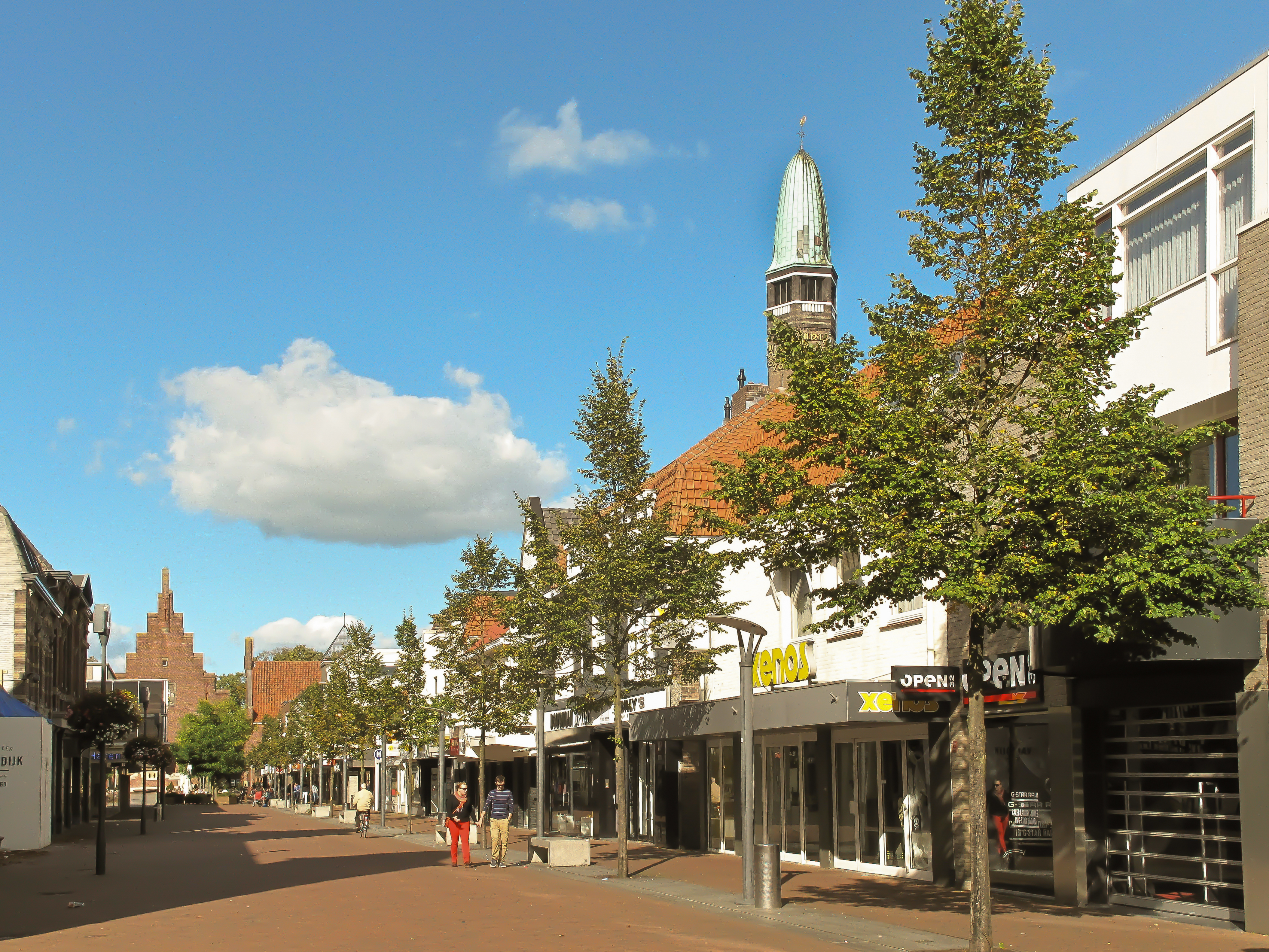
Валвейк, вигляд на вулицю: де Статіонсстрат
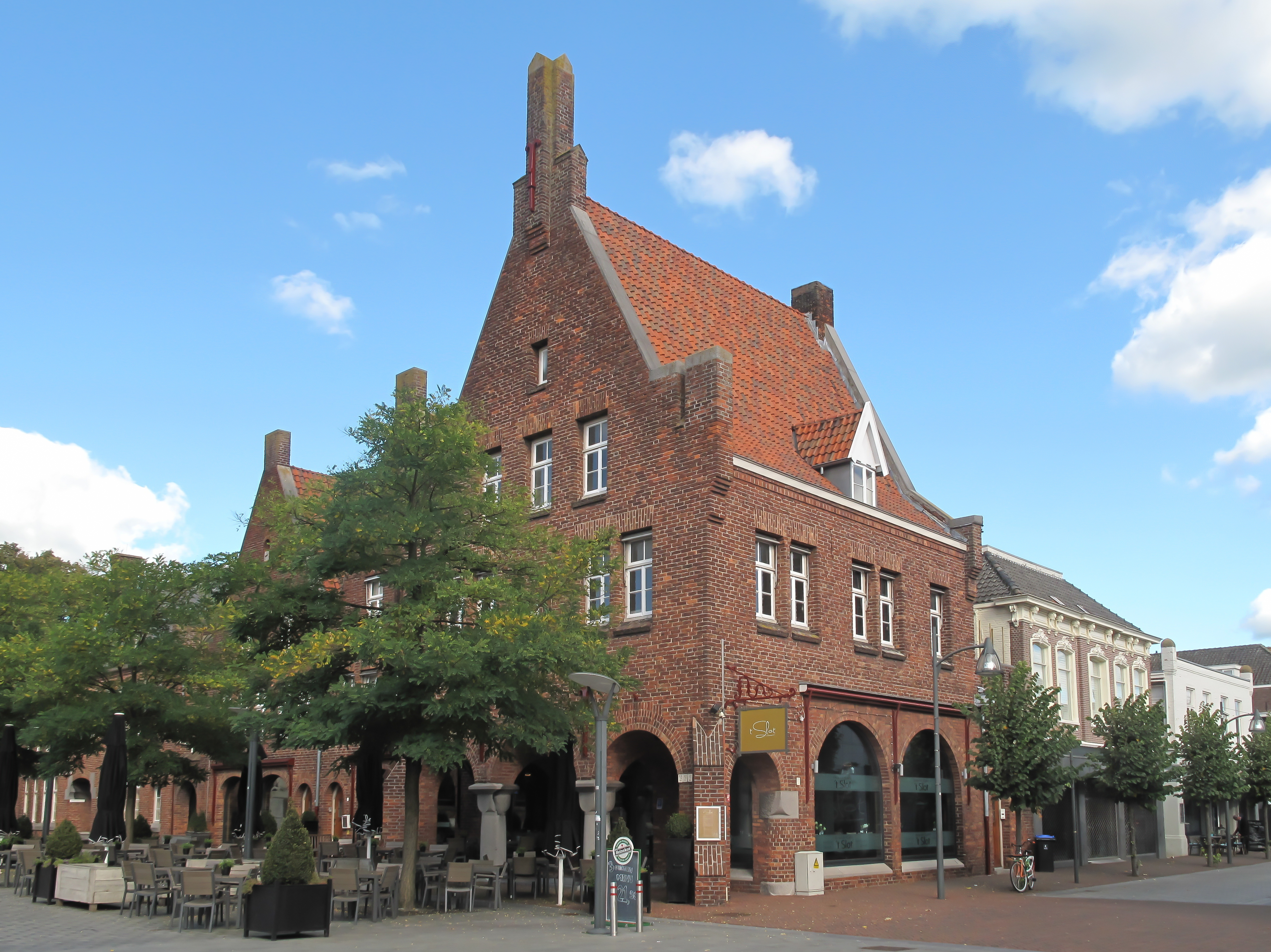
Валвейк, паб в історичній будівлі